# Peter Bäldle
Peter Bäldle (geb. 1949) ist ein deutscher Journalist, Illustrator und Sachbuchautor. Er gilt als einer der führenden Modeexperten in Deutschland, arbeitete für die Süddeutsche Zeitung und den Wiener Standard und war Illustrator und Ko-Autor mehrerer Sachbücher.

## Leben und Wirken
Bäldle wurde 1949 geboren. Nach einer Ausbildung zum Modegrafiker arbeitete er Mitte der 1970er Jahre bei der Süddeutschen Zeitung als Illustrator für die Mode-Kolumne von Ursula von Kardorff. Im Oktober 1977 nahm Bäldle zum ersten Mal an einer Prêt-à-porter-Schau in Paris teil, um von dort für die Süddeutsche Zeitung zu berichten. Zu den Höhepunkten seiner 35-jährigen Tätigkeit für die Zeitschrift gehörten sein 1982 erschienener Artikel „Der post-atomare Fetzen-Look“ über die japanischen Modedesigner Yōji Yamamoto und Rei Kawakubo, welcher der erste und einzige zeitgenössische Artikel über die beiden Designer in deutschen Print-Medien war. Zudem war er der erste deutsche Journalist, der ein Interview mit Jean Paul Gaultier führte. Von 1984 bis 1986 war er Chefredakteur für Mode des deutschsprachigen Ablegers des Modemagazins Harper’s Bazaar. Im März 2011 gab er seinen Abschied vom Modejournalismus bekannt. Seitdem wirkte er an verschiedenen Veröffentlichungen zur Mode mit.
Bäldle lebt in München.

## Werke
- Inga Griese, Peter Bäldle: Talbot Runhof. Heyne Verlag, München 2012.
- Valerie Steele: Akris 1922-2012. Assouline, 2012 (Übersetzt ins deutsche von Peter Bäldle)[3]
- Zwischen Skylla und Charybdis: Die Pariser Haute Couture zwischen Swinging London und Pret-a-porter. In: Trude Rein (Hrsg.): Haute Couture in Paris : 1960 - 1968. Imhof Verlag, Petersberg 2013, S. 8–40.
- Barbara Vinken (Hrsg.): Die Blumen der Mode: Klassische & neue Texte zur Philosophie der Mode. Klett-Cotta Verlag, Stuttgart 2016 (Illustrationen von Peter Bäldle)

## Belege
1. ↑  Kennen Sie "Miu Miu"? In: Welt am Sonntag. 25. Mai 2003, abgerufen am 29. Dezember 2016.
2. 1 2 3  Peter Bäldle: Prêt-a-partir. Ein persönlicher Rückblick. In: Frankfurter Allgemeine. 26. September 2012, abgerufen am 29. Dezember 2016.
3. ↑  Gregor Auenhammer, Stephan Hilpold: Führe uns in Versuchung: Der Charme des Doubleface. In: derStandard.at. 28. Dezember 2012, abgerufen am 29. Dezember 2016.

| Personendaten    | Personendaten                                    |
| ---------------- | ------------------------------------------------ |
| NAME             | Bäldle, Peter                                    |
| KURZBESCHREIBUNG | deutscher Modejournalist, Modezeichner und Autor |
| GEBURTSDATUM     | 1949                                             |